# Домпьер-сюр-Шарант
Домпье́р-сюр-Шара́нт (фр. Dompierre-sur-Charente) — коммуна во Франции, находится в регионе Пуату — Шаранта. Департамент коммуны — Шаранта Приморская. Входит в состав кантона Бюри. Округ коммуны — Сент.
Код INSEE коммуны — 17141.

## Население
Население коммуны на 2010 год составляло 495 человек.
| 1962 | 1968 | 1975 | 1982 | 1990 | 1999 | 2010 |
| ---- | ---- | ---- | ---- | ---- | ---- | ---- |
| 351  | 381  | 374  | 359  | 398  | 415  | 495  |